# Paz en la patria, paz en el mundo

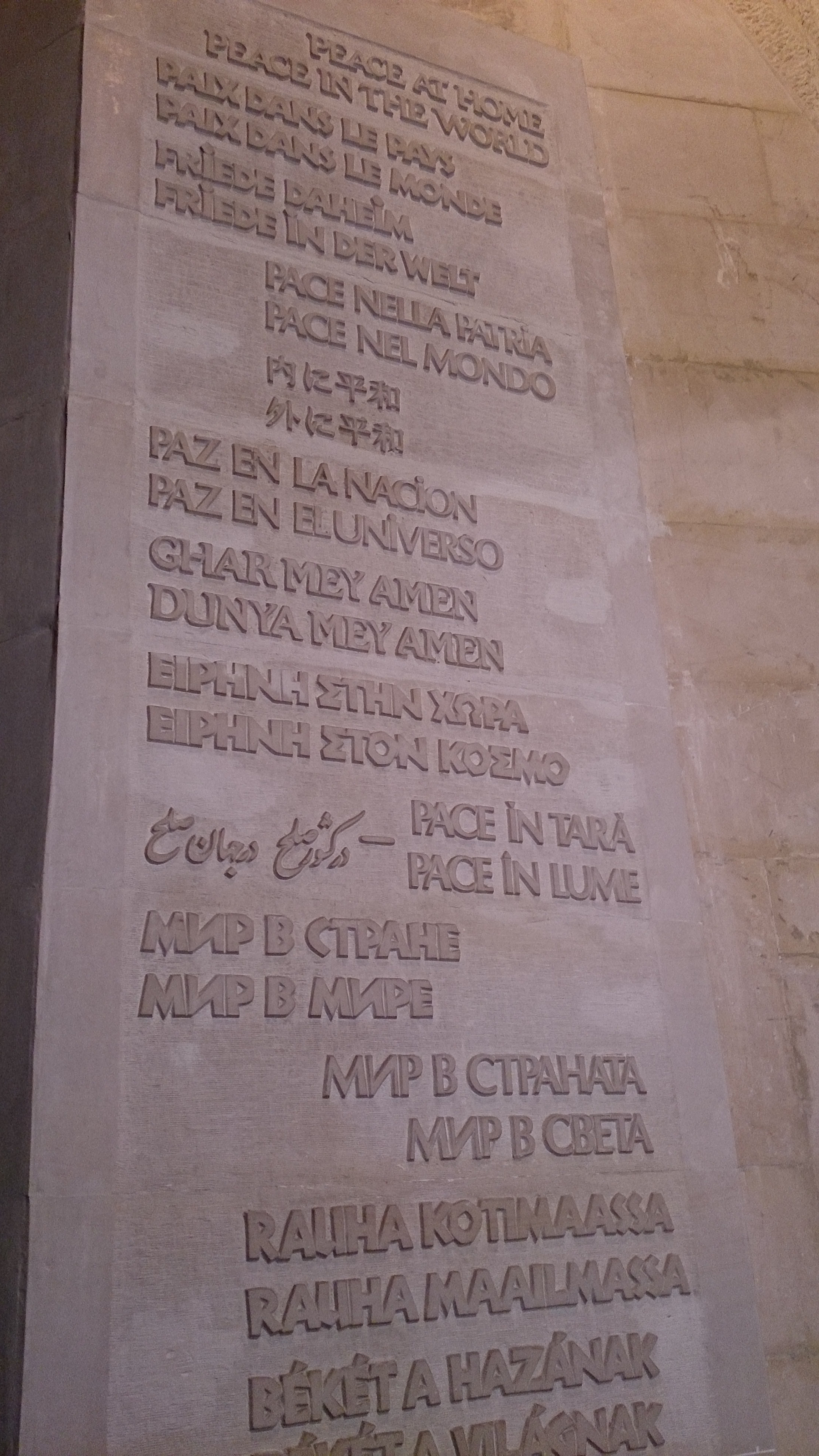
La cita en varios idiomas en el Museo Militar de Estambul

«Paz en la patria, paz en el mundo» (trad. del turco: «Yurtta sulh, cihanda sulh»), es una cita pronunciada por el fundador y primer presidente de la República de Turquía Mustafa Kemal Atatürk el 20 de abril de 1931 durante su manifesto electoral de Anatolia y luego se convirtió en el lema de la República de Turquía.
La frase completa original fue «Para describir la diplomacia estable y general del Partido Republicano, creo que esta frase concisa es suficiente: Trabajamos para la paz en la patria, la paz en el mundo.». (en turco: «Cumhuriyet Halk Fırkası'nın müstakar umumî siyasetini şu kısa cümle açıkça ifadeye kâfidir zannederim: Yurtta sulh, cihanda sulh için çalışıyoruz.»)
Este principio figura en las constituciones de 1961 y de 1962 y representa la política exterior fundamental de la República de Turquía. Tiene un carácter rector en el gobierno estatal y en todo tipo de actividad estatal y además de ser un lema, es una norma de derecho muy importante. La declaración se refiere a la paz y la comodidad a nivel nacional, y también a la paz y la seguridad internacional. Este principio es la base fundamental de las políticas internas y exteriores.
La variante contemporánea de «Yurtta sulh, cihanda sulh» en turco es «Yurtta barış, dünyada barış». En algunas fuentes, otras variaciones de la cita traducida al español son «Paz en casa, paz en el mundo», «Paz en el país, paz en el mundo» y «Paz en la nación, paz en el universo».